# Megaphasma denticrus
Megaphasma denticrus är en insektsart som först beskrevs av Carl Stål 1875.  Megaphasma denticrus ingår i släktet Megaphasma och familjen Diapheromeridae. Inga underarter finns listade i Catalogue of Life.